# Odstęp blokowy
Odstęp blokowy – odcinek toru kolejowego na szlaku między: 
- dwoma semaforami odstępowymi
- semaforem odstępowym i semaforem wjazdowym posterunku zapowiadawczego (np. stacji)
- semaforem wyjazdowym posterunku zapowiadawczego (np. stacji) i semaforem odstępowym
- semaforem wyjazdowym posterunku zapowiadawczego i semaforem wjazdowym sąsiedniego posterunku zapowiadawczego, jeżeli nie ma semaforów odstępowych
- punktem końcowym lub początkowym linii kolejowej, i semaforem wjazdowym najbliższego posterunku zapowiadawczego

na którym zasadniczo może znajdować się tylko jeden pociąg. Wpuszczenie kolejnego pociągu możliwe jest dopiero po zwolnieniu odstępu przez poprzedni. 